# Avon (Montana)
Avon é uma Região censo-designada localizada no estado americano de Montana, no Condado de Powell.

## Demografia
Segundo o censo americano de 2000, a sua população era de 124 habitantes.

## Geografia
De acordo com o United States Census Bureau tem uma área de
34,6 km², dos quais 34,6 km² cobertos por terra e 0,0 km² cobertos por água. Avon localiza-se a aproximadamente 1430 m acima do nível do mar.

## Localidades na vizinhança
O diagrama seguinte representa as localidades num raio de 40 km ao redor de Avon.